# 歌川信勝
歌川 信勝（うたがわ のぶかつ、生没年不詳）とは、江戸時代の大坂の浮世絵師。

## 来歴
歌川貞升の門人、大坂の人。はじめは柳川重信の門人だったかといわれている。歌川の画姓を称し哲斎と号す。作画期は文政から天保の頃にかけてで、役者絵を残す。

## 作品
- 「書写山ノ鬼若丸・市川白猿」　池田文庫所蔵　大判錦絵　※文政12年（1829年）9月、大坂中の芝居『鬼若名残髻』より
- 「小栗判官兼氏・嵐璃寛」　大判錦絵　ボストン美術館所蔵　※天保4年（1833年）正月、中の芝居『姫競双葉絵草紙』より。「まはゆしや　花のあたりの　この日の出」の画賛あり
- 「二代目嵐璃寛の死絵」　同上　※天保8年
- 「菅相々・尾上梅幸」　同上　※天保13年3月、大坂竹田芝居『菅原伝授手習鑑』より